# Gladiolus sulculatus
Gladiolus sulculatus är en irisväxtart som beskrevs av Peter Goldblatt. Gladiolus sulculatus ingår i släktet sabelliljor, och familjen irisväxter. Inga underarter finns listade i Catalogue of Life.